# Kość do gry

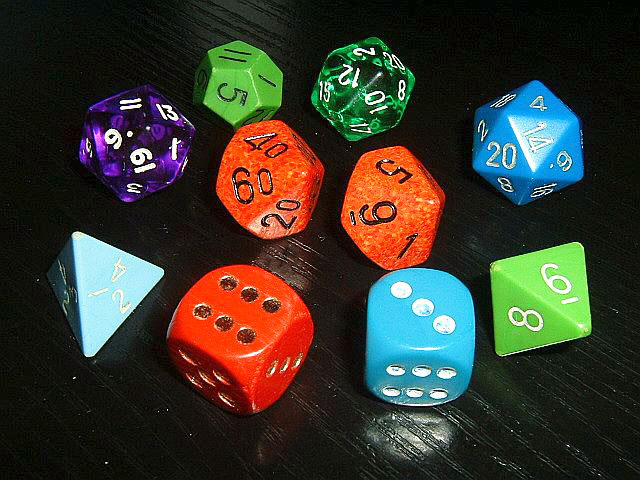
Zestaw kości przeznaczonych do gier fabularnych w różnych barwach i stylach

Kości do gry – niewielkie wielościany z umieszczonymi na poszczególnych bokach liczbami (oczkami). Wykorzystuje się je w grach planszowych, fabularnych, bitewnych i hazardowych w celu generowania losowych wyników. Najczęściej spotykane są kości sześcienne.
Kości do gry znano w starożytności. Najstarsze znaleziono w pochodzących z 2000 r. p.n.e. grobowcach egipskich. Popularnością cieszyły się w imperium rzymskim i w epoce średniowiecza. Były one zarówno narzędziami hazardu, jak i przyrządami wróżbiarskimi. W XX wieku, dzięki wynalezieniu tworzyw sztucznych, pojawiły się nowe typy kości o liczbie ścianek sięgającej od 4 do 100.

## Historia

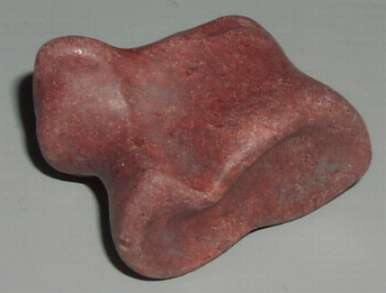
Astragal wykonany ze steatytu

Paschier Joostens, De Alea, 1642

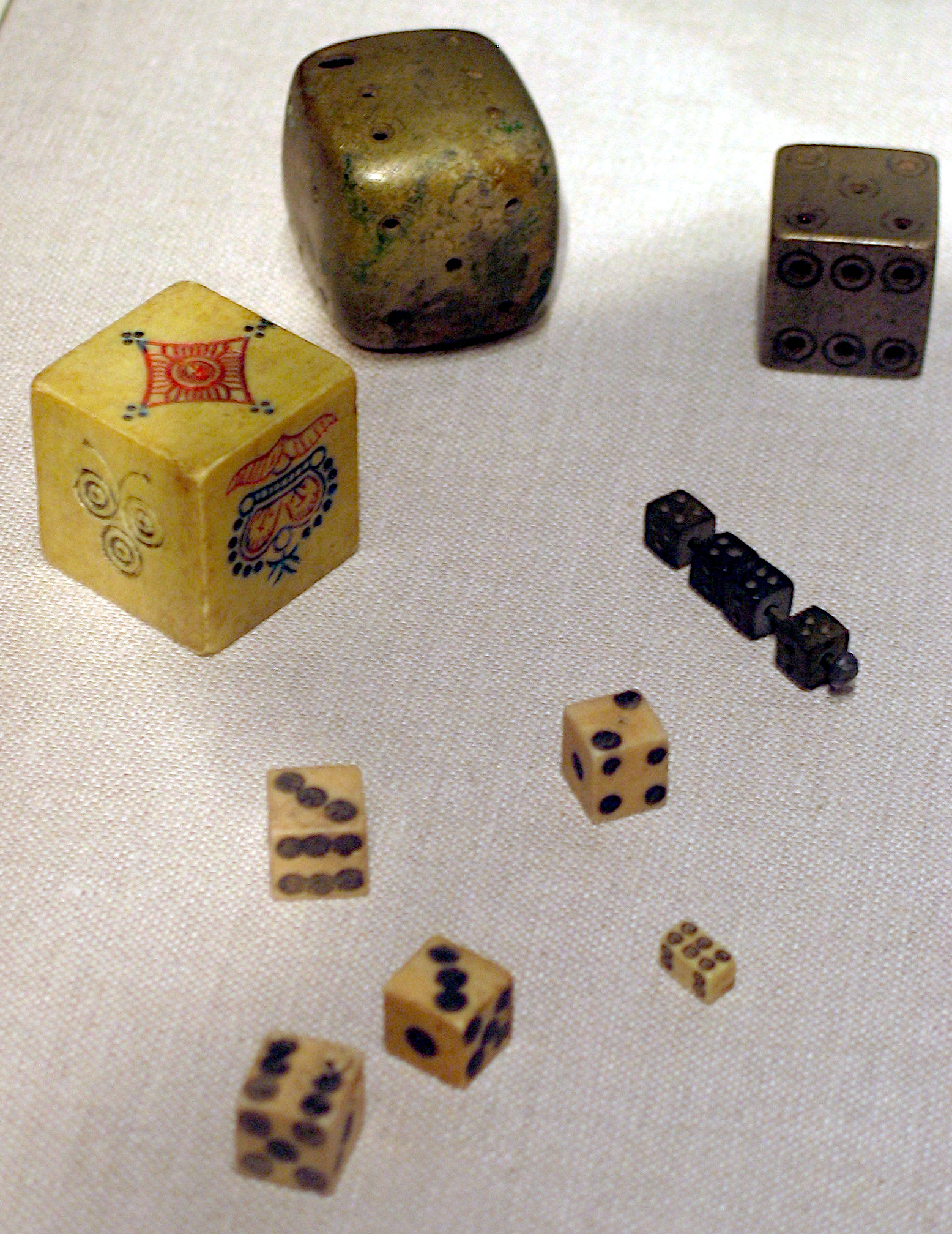
Zestaw zabytkowych kości z Azji

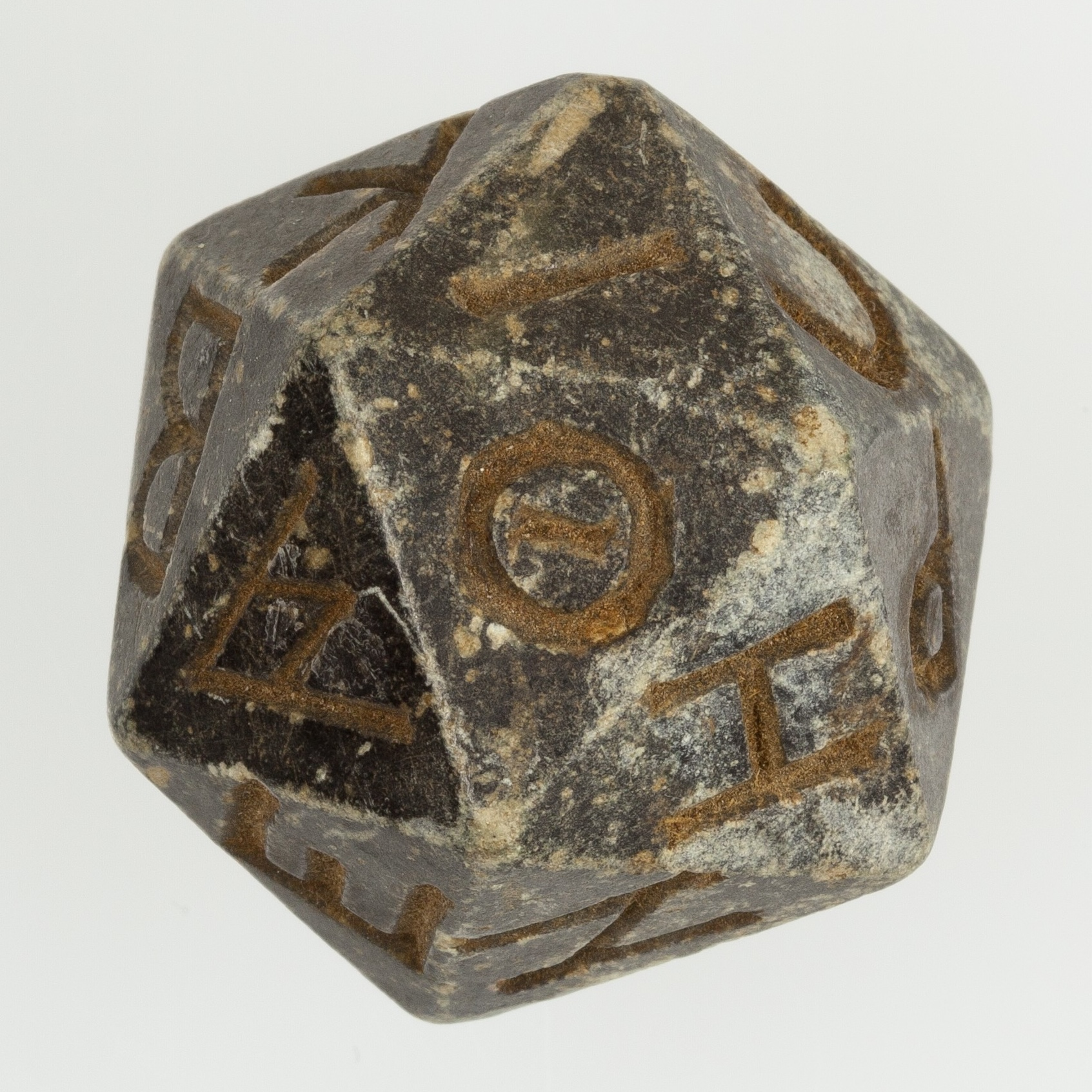
Dwudziestościenna kość wykonana z serpentynitu, pochodząca z Egiptu ptolemejskiego. Każda ścianka opatrzona jest literą z greckiego alfabetu

Kości to prawdopodobnie najstarsze z narzędzi służących do gry znane człowiekowi. Ich wczesna historia i miejsce wynalezienia nie zostały dotąd ustalone. Kości odnaleziono zarówno w grobowcach egipskich (2000 p.n.e.), jak i kryptach indyjskich. Najczęściej przyjmuje się, że wynalazła je jedna z cywilizacji Orientu, lub że w różnych rejonach globu „odkrywano” kości niezależnie. Zdaniem greckiego dramatopisarza Sofoklesa na pomysł gry w kości wpadł inny Grek, Palamedes, podczas oblężenia Troi. Tymczasem według Herodota za ich powstaniem stać mieli Lidyjczycy, lud żyjący w Azji Mniejszej. Kości wspomniane zostały także w Rygwedzie, jednej ze świętych ksiąg hinduizmu, jako gra indyjska. Stały się one również kanwą staroindyjskiego mitu teogonicznego – zapisanej w sanskrycie opowieści o stworzeniu świata, zawartej w eposie Mahabharata. W utworze tym stworzenie świata przedstawione zostało jako cztery rzuty kostką do gry, z których każdy owocował niższym wynikiem (tzw. koncepcja czterech wieków ludzkości, znana też m.in. starożytnym Grekom).
Początkowo funkcję kości do gry spełniały kości skokowe zwierząt hodowlanych, mające kształt zbliżony do czworościanu. Namiętnie grywali nimi przedstawiciele wyższych klas starożytnej Grecji. Rozrywkę tę przejęli od nich Rzymianie, którzy określili kości skokowe mianem tali lub astragali. W złotych wiekach imperium były one podstawowym narzędziem hazardu. Nawet Horacy drwił ze „szkodliwej rozrywki młodości”, za jaką uznawał grę w kości. Zgodnie z prawem wolno było w nie grywać jedynie w czasie saturnaliów, ale niewielu bogatych Rzymian stosowało się do tej zasady. Astragale były przyczyną licznych spraw sądowych, doprowadziły nawet do zmian w rzymskim prawie. Zgodnie z kodeksem osoba pozwalająca na hazard w swoim domu nie miała możliwości wniesienia pozwu, nawet jeśli została oszukana lub napadnięta. Surowe zasady nie powstrzymały rozwoju gry w kości, a w Rzymie pojawiło się wielu korzystających z tego oszustów. W muzeach oglądać można stosowane przez nich fałszowane kości, znany jest również fresk, na którym sportretowano dwóch hazardzistów wyrzucanych przez drzwi przez rozwścieczonego gospodarza.
Greckie i rzymskie tradycje przeniknęły zarówno do kultury, jak i języków europejskich. Polskie słowo „kości” pochodzi prawdopodobnie właśnie od gry w astragale. Podobnie angielskie wyrażenie rolling the bones (toczenie kości). Także nazwy kości w innych językach mają związek z kulturą rzymską. Angielskie dice i francuskie dé to słowa wywodzące się od łacińskiego datum: „coś danego” lub „zagranego”.
Rzymianie stosowali astragale wykonywane z kości, drewna, kamienia lub odlewane z metalu. Korzystali także, choć rzadziej, z kości sześciennych. Umiłowanie do hazardu przejęli od nich Germanie. Już Tacyt (56–117) opisywał ich fascynację nową grą. Fascynację tak wielką, że gotowi byli grać o cały swój majątek, a nawet osobistą wolność.
Z okresu starożytnego zachowały się także kości wielościenne (np. dwudziestościenne), wykonane z różnych materiałów i często opatrzone liczbami na każdej ściance. Ich zastosowanie jest niepewne; być może były używane do gier bądź do wróżenia. Na przykład kość, odnaleziona w oazie Ad-Dachila w Egipcie, ma na każdej ściance imię innego boga z egipskiego panteonu, zapisane demotyką. Być może kością tą rzucano w celach wróżebnych – aby ustalić, jaki bóg może dopomóc osobie proszącej o radę.
Kilkaset lat później w epoce średniowiecza gra w kości stała się jedną z ulubionych rozrywek rycerstwa. Istniały zarówno specjalne szkoły uczące wprawnej gry, jak i gildie „kościarzy”. Po latach słynni niemieccy najemnicy landsknechci zyskali opinię największych hazardzistów epoki. Niebezpieczna rozrywka nie omijała także monarszych dworów. W kości grali angielscy królowie Ryszard Lwie Serce, Jerzy i Henryk VIII. Ostatni z nich jednym nieszczęśliwym rzutem przegrał dzwony w katedrze świętego Pawła. Nie mniejszym zainteresowaniem gra w kości cieszyła się w kręgu kultury bizantyńskiej. Jeden z cesarzy wschodnich, Konstantyn VIII (1025–1028), nie tylko z umiłowaniem oddawał się hazardowi, ale nawet umrzeć miał podczas gry w kości. Wśród warstw niższych w wiekach średnich funkcję kości spełniały kamienie, pestki, muszle skorupiaków lub kawałki drewna. Stosowano je zarówno do gier, jak i wróżb.
Już od starożytności w grze w kości dopatrywano się pierwiastka boskiego. W Grecji i Rzymie wierzono, że pani szczęścia, Fortuna potrafi wpływać na wyniki rzutów. Często przyjmowano, że rzut kością jasno odzwierciedla wolę bogów, lub Boga. Nic dziwnego, że zarówno w czasach antycznych, jak i w średniowieczu kości decydowały o podziale majątków, czy nawet wyborze władców. Kości stały się również jednym z najważniejszych i do dziś wykorzystywanych narzędzi wróżbiarskich.
Zmiany w zastosowaniu kości nastąpiły w XX wieku. Nowe metody produkcji tworzyw sztucznych spowodowały, że łatwo dostępne stały się kostki o nowatorskim wyglądzie, mające od 4 do nawet 100 ścian. Rosnąca popularność gier planszowych, bitewnych i fabularnych sprawiła, iż narzędzie dotąd przede wszystkim hazardowe i wróżbiarskie zyskało wiele nowych zastosowań. W czasach gdy gry fabularne były nowością, a zarazem mało popularną rozrywką, wielościenne kości często produkowano bez umieszczania na nich jakichkolwiek oznaczeń. Stąd wielu starszych graczy posiada w swoich kolekcjach kości z ręcznie naniesionymi numerami. Daty powstania większości tradycyjnych kości nie są znane. Wyjątkiem jest k8, pierwszy raz wyprodukowana w 1881 roku.
W Chinach, Korei, Japonii, Indiach i innych krajach azjatyckich kości od wieków były i nadal są niezwykle popularne. Również oznaczenia kostek do domina i sama gra wywodzi się właśnie od nich

### Kości do gry w Polsce
W kości grywano w Polsce już od średniowiecza. Była to popularna rozrywka wszystkich stanów, praktykowana zarówno w karczmach, na jarmarkach, jak i na książęcych dworach. Tak kościół, jak i prawodawstwo świeckie potępiały grę w kości, jeśli tylko wykraczała ona poza ramy zabawy. Władza duchowna surowo karała graczy hazardowych, natomiast ustawodawstwo świeckie zakazywało zaciągania długów przy grze. Przykładem jest cytat ze statutu wiślickiego: „[...] gra w kości ma się odbywać za gotówkę, a nie pod zastaw”. Doskonałą ilustracją i dowodem popularności gry w kości wśród możnych jest kronika polska mistrza Wincentego. Jej autor opisuje rozgrywkę, w której uczestniczył książę Kazimierz Sprawiedliwy:
Ktoś zaprosił [...] księcia do pojedynku w kości. Schodzą się, zaczynają walczyć. W środku leży stawka za zwycięstwo, ogromna ilość srebra. Chwieje się przez jakiś czas los walki i waha. A gracz ów w strachu wzdycha i drży, cały oszołomiony pośród nadziei i obawy, całkiem oddech wstrzymawszy, aż wreszcie ostatni rzut rozstrzyga los pojedynku i wyrokuje o zwycięstwie księcia.
Popularność kości z czasem nie malała, ale grę tę coraz powszechniej uważano za rozrywkę pospólstwa. W efekcie zniknęła ona z dworów i pałaców, wyparta przez gry karciane i szachy.
Kości w epoce nowożytnej wykorzystywano między innymi do wróżenia, odczytując przyszłe losy z liczby wyrzuconych oczek. Pisano nawet specjalne książki, np. „Fortuna albo Szczęście” Seweryna Bączalskiego, zawierające zestawy przepowiedni odpowiadających różnym wynikom rzutów. Kości były także narzędziem używanym do gry w jedną z pierwszych gier planszowych, tzw. gąskę. Rozgrywka odbywała się na planszy z 63 polami. Niektóre z nich posiadały specjalne oznakowania np. most, karczmę, studnię, które mogły podwajać długość ruchu, zmuszać gracza do opuszczania kolejki itd. Wynik rzutu kością określał zasięg ruchu, a zwycięzcą zostawał gracz, którego pionek jako pierwszy dotarł do ostatniego pola.
Okres rozbiorów i II Rzeczypospolitej to jednocześnie kres popularności kości jako narzędzia hazardu. Wyparte zostały one przede wszystkim przez gry karciane, w tym najpopularniejszy brydż. Kości przetrwały przede wszystkim jako element wykorzystywany w różnych grach planszowych. Do polskiego świata hazardowego powróciły dopiero po roku 1989.

## Materiały

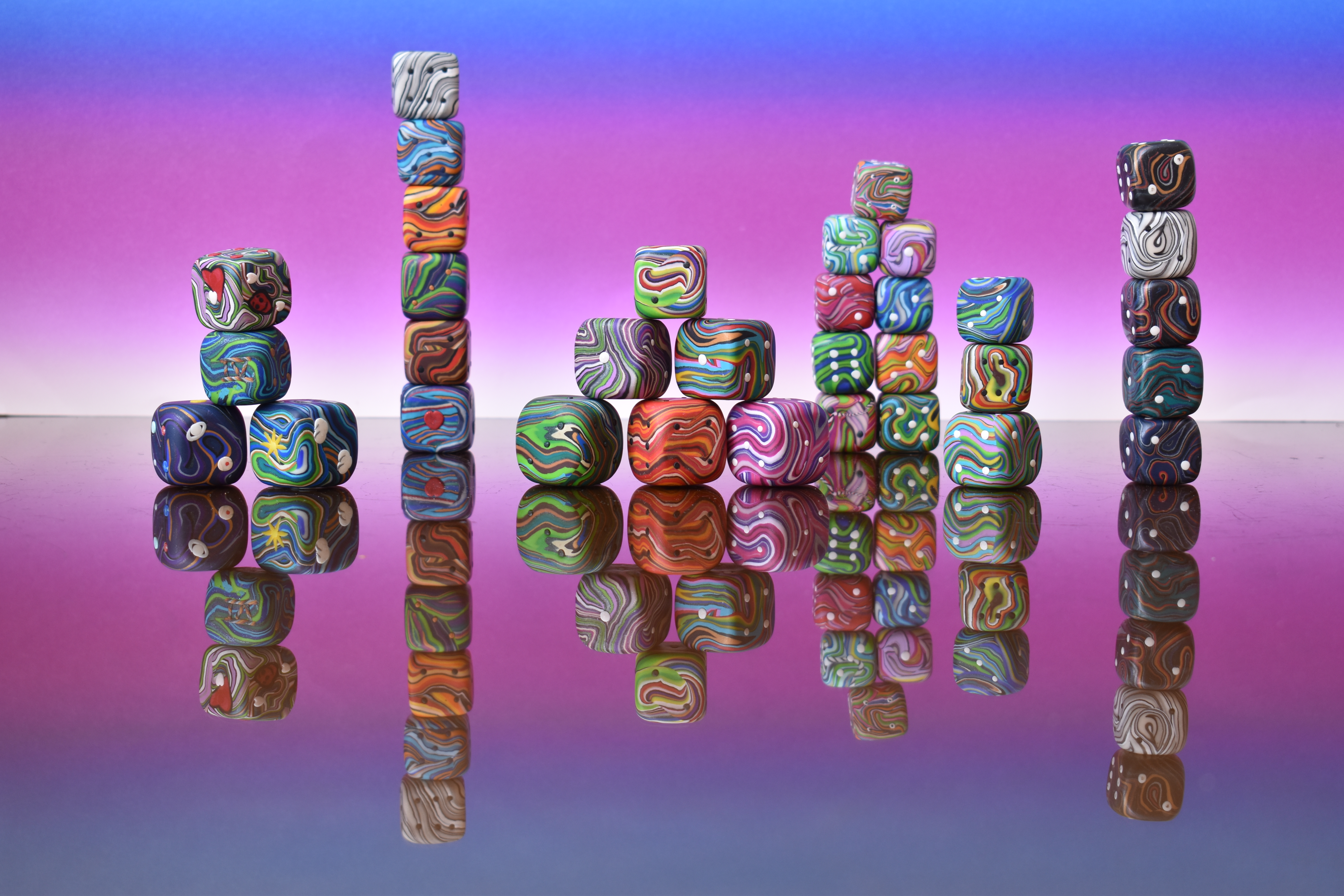
Kolekcja ręcznie wykonywanych kości w różnych rozmiarach, kolorach i wzorach

Pierwsze kości do gry były najprawdopodobniej wykonywane z kości skokowych zwierząt hodowlanych, np. wołów. Za czasów rzymskich materiał ten został zastąpiony drewnem, kością i metalem (ołów, mosiądz). Niekiedy stosowano droższe surowce, chociażby kość słoniową. Wymienione materiały były w użyciu aż do drugiej połowy XX w., kiedy zastąpiono je tworzywami sztucznymi. Początkowo stosowano przede wszystkim miękkie, ścieralne plastiki, nie zapewniające trwałości ani wiarygodności rzutów. Materiały te były typowe szczególnie dla wielościennych kości produkowanych w latach 70. i 80. XX w. Wraz z rozwojem gier fabularnych i bitewnych wzrosła liczba producentów oferujących kości wysokiej jakości. Współcześnie powszechnie stosuje się wytrzymałe tworzywa sztuczne, pozwalające na wieloletnie używanie kości.
Niekiedy kostki wykonuje się z innych materiałów. Bardziej popularne z nich to spieniona guma, drewno, kamień i papier. W użyciu jest też cała gama metali i ich stopów (aluminium, chrom, miedź, mosiądz, cyna, stal, srebro, złoto). Bardziej wyszukane surowce stosowane do produkcji kolekcjonerskich kości to między innymi bursztyn i kość słoniowa. Właściciele największych na świecie kolekcji wyliczają także eksponaty wykonane z może nie nazbyt cennych, ale często zaskakujących materiałów (m.in. mydło, wosk, parafina, gąbka, czekolada).
Z odmiennych materiałów wykonywane są profesjonalne kości stosowane w kasynach. Muszą być one idealnie wyważone i bardzo wytrzymałe, w związku z czym do ich produkcji najczęściej wykorzystuje się włókno celulozowe.

## Typowe kości sześcienne

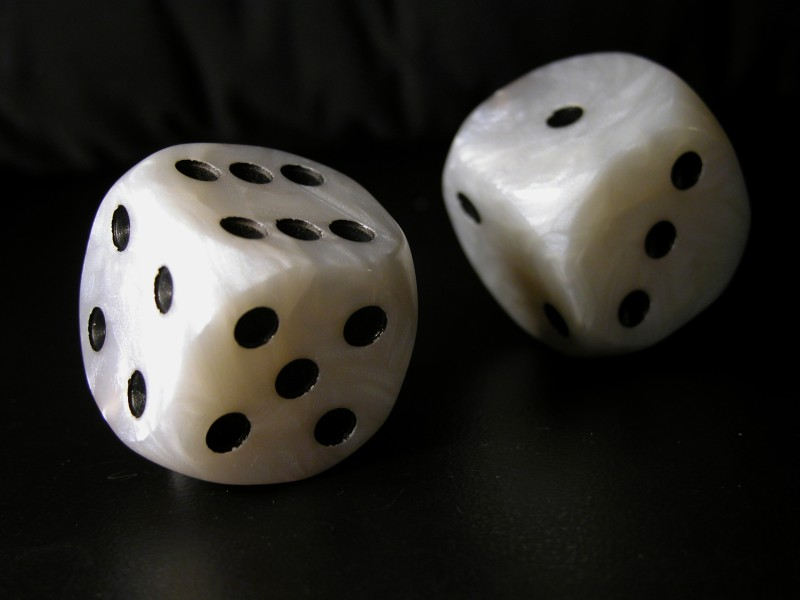
Dwie standardowe kości sześcienne ze ściętymi rogami

Standardowe kości to sześciany o boku długości 1–2 cm, ze ściankami oznaczonymi kolejnymi cyframi od 1 do 6 lub symbolizującymi je oczkami. Tradycyjnie oznaczenia są tak rozłożone, aby dodane liczby z przeciwległych ścianek zawsze równały się 7. Zasadę tę stosuje się co najmniej od czasów antyku. Często spotyka się kości o lekko ściętych rogach, co ułatwia toczenie.
Tradycyjne rozłożenie oczek (suma z przeciwległych ścian równa 7) daje dwa możliwe typy kostek sześciennych: prawo- i lewoskrętne. Patrząc na wierzchołek, na którym stykają się ścianki oznaczone 1, 2 i 3 – rosnące wartości określają kierunek. Na obrazku obok – kostki lewoskrętne.
Kości można rzucać pojedynczo lub po kilka na płaską powierzchnię. Można w tym celu użyć ręki lub specjalnego kubka. Wynik odczytuje się ze ścianki znajdującej się „na górze”. W założeniu prawdopodobieństwo uzyskania każdego rezultatu jest identyczne. W rzeczywistości typowe, tanie kości „z oczkami” nie są w pełni wiarygodnymi generatorami losowych liczb. Z pól odpowiadających wyższym cyfrom usuwa się więcej materiału, w związku z czym kość nie jest prawidłowo wyważona. Efekt ten częściowo zniwelowano w tak zwanych kościach japońskich, gdzie pole określające jedynkę jest znacznie większe/głębsze od pozostałych. Profesjonalne kości stosowane w kasynach mają idealnie gładkie ścianki i ostre krawędzie. Oczka są drążone, a następnie wypełniane materiałem o tej samej masie co usunięty. Dzięki temu prawdopodobieństwo wyrzucenia poszczególnych numerów jest niemal identyczne.
Kości sześciennych używa się w hazardzie, np. w popularnej amerykańskiej grze craps. Jest to też podstawowy element dodawany do gier planszowych, wykorzystywany głównie do określaniu zasięgu ruchu poszczególnych pionków (Monopoly, Eurobusiness, tryktrak, chińczyk).

### Dawna terminologia polska
W epoce nowożytnej istniały dziś już wyparte z języka polskiego określenia poszczególnych pól kości sześciennych. Zostały one zaczerpnięte przede wszystkim z języków francuskiego i włoskiego. Kolejne pola posiadały następujące nazwy:
- 1 – es
- 2 – tuz
- 3 – dryja
- 4 – kwadr
- 5 – cynek
- 6 – syz

Określenia te przeniknęły również do terminologii jeździeckiej. Powszechnie stosowano je przy podawaniu liczby koni zaprzęgniętych do powozu. Można więc było jeździć np. syzem (w 6 koni), kwadrem (w 4 konie), albo esem (z jednym koniem).

### Prawdopodobieństwo
Dla pojedynczego rzutu kostką sześcienną prawdopodobieństwo uzyskania każdego wyniku jest identyczne, a tym samym równe 1/6. Dla sumy dwóch rzutów szansa trafienia nie rozkłada się równo, ale przyjmuje formę krzywej trójkątnej.
| suma wyrzucona na obu kościach | 2    | 3    | 4    | 5    | 6    | 7    | 8    | 9    | 10   | 11   | 12   |
| prawdopodobieństwo             | 1/36 | 2/36 | 3/36 | 4/36 | 5/36 | 6/36 | 5/36 | 4/36 | 3/36 | 2/36 | 1/36 |

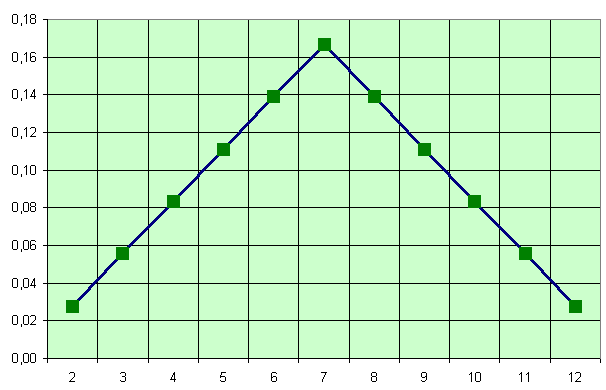
wykres prawdopodobieństwa (krzywa trójkątna)

Przy liczbie rzutów wynoszącej trzy lub więcej, krzywa wraz z każdą dodatkową kością przybiera kształt bardziej podobny do dzwonu (zgodnie z centralnym twierdzeniem granicznym).
Prawdopodobieństwo uzyskania tej samej ustalonej liczby oczek w {\displaystyle n} kolejnych rzutach kostki sześciennej wynosi {\displaystyle {\frac {1}{6^{n}}}.}
| liczba rzutów      | 1   | 2    | 3     | 4      |
| prawdopodobieństwo | 1/6 | 1/36 | 1/216 | 1/1296 |

Francuski filozof Blaise Pascal (1623–1662), posługując się kostkami, sformułował w 1642 r. podstawowe reguły prawdopodobieństwa.

### Kości sześcienne z innymi oznaczeniami
Najczęściej poszczególne ścianki kości sześciennych odpowiadają kolejnym numerom, ale istnieją również inne ich zastosowania i wariacje. Najpopularniejsze z nich to:
- Kości kolorów – oznaczone kilkoma kolorami odpowiadającymi poszczególnym pionkom lub pozycjom początkowym w grze. Zastępują ich wybór losowaniem.
- Kości pokerowe – przeznaczone są do gry w pokera klasycznego, Cubilete i Eskalero. Komplet taki składa się z pięciu kości, które zamiast oczek mają wizerunki stosowane w kartach do gry, czyli asa, króla, damę, waleta, dziesiątkę i dziewiątkę.
- Kości asów – z jedynką zastąpioną innym, rozpoznawalnym symbolem. Stosowane najczęściej w grach, w których wyrzucenie tej cyfry wiąże się z istotnym rezultatem.
- Kości z literami – cyfry zastąpione są literami stosowanymi w danej grze, np. Boggle.
- Kości K3 – mają po 2 ścianki trzech rodzajów. Dzięki temu można uzyskać jedynie trzy, a nie sześć wyników. Kości tego typu stosuje się przede wszystkim w grach fabularnych (ścianki: 1, 1, 2, 2, 3, 3). Ich specyficzna odmiana jest wykorzystywana w grze FUDGE (dwie ścianki oznaczone „+”, dwie puste i dwie oznaczone „-”).
- Kości obrazkowe – wykorzystywane przede wszystkim w grach fabularnych i planszowych. Mogą określać losowe spotkania, nagrody/skarby, czy nawet stan pogody. Zastosowanie kości obrazkowych zwykle zależy w pełni od zasad gry, a w przypadku RPG od woli prowadzącego. Specyficzną ich odmianą są kości „kamasutra”.
- Kości japońskie – stosowane przez miłośników gier osadzonych w klimatach orientalnych. Zamiast cyfr posiadają odpowiadające im japońskie symbole. Nazwą tą określa się także opisane wyżej kości o niestandardowo dużym oczku „jedynki”.
- Kości podwajania – kolejne pola oznaczone są liczbami 2, 4, 8, 16, 32 i 64. Kości tych używa się w celu określania aktualnej stawki w niektórych grach planszowych, np. w tryktraku.
- Kości bitewne (scattery) – stosowane są w grach bitewnych (np. Warhammer Fantasy Battle). Każda ścianka zawiera strzałkę. Wynik rzutu określa losowy ruch armii, kierunek wiatru lub stronę, w którą lecą zabłąkane pociski.
- Fałszowane kości – kości pozwalające oszukiwać przy założeniu, że pozostali gracze nie są dostatecznie spostrzegawczy. Najczęściej posiadają dwa pola oznaczone szóstką.

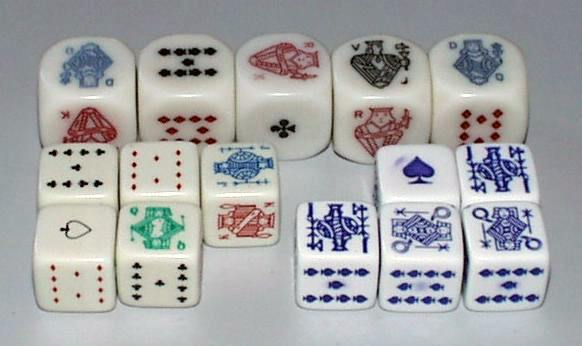
zestaw kości pokerowych
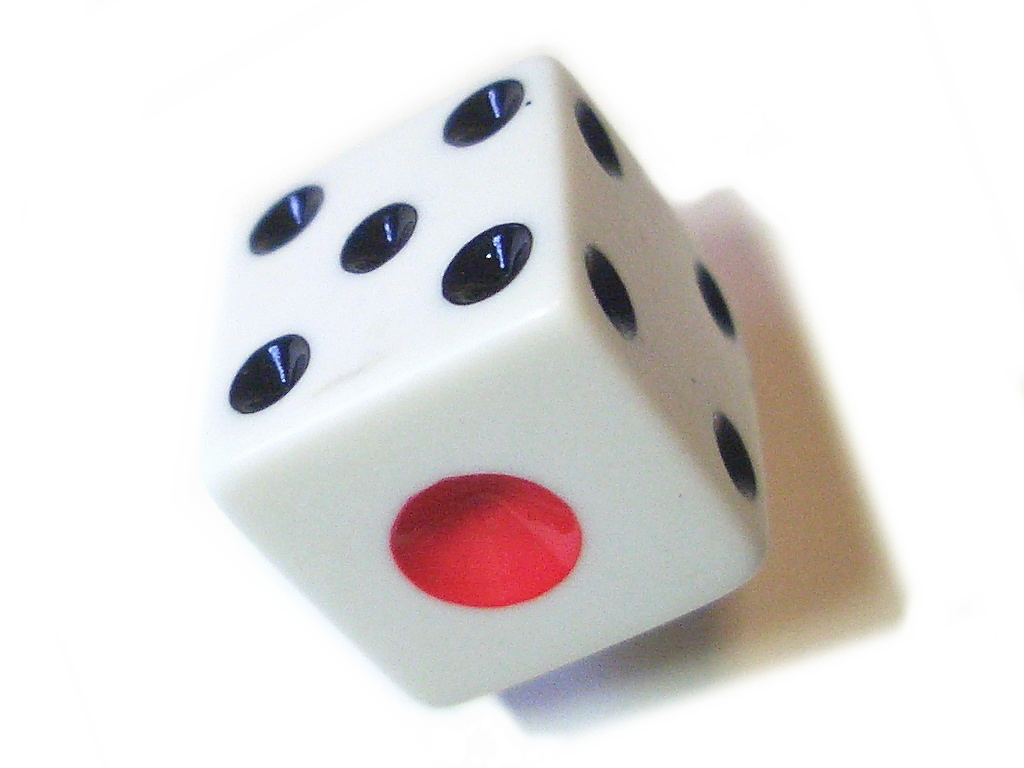
kość japońska z charakterystycznym polem jedynki
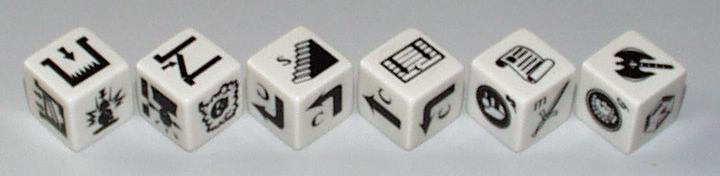
zestaw kości obrazkowych przeznaczonych do gier fabularnych

## Kości o niestandardowej liczbie ścianek
Dawniej jedynymi powszechnie dostępnymi i wykorzystywanymi kośćmi były wyżej opisane kości sześcienne. Tych o innej liczbie ścian używano niezwykle rzadko, przede wszystkim we wróżbiarstwie i innych praktykach okultystycznych. Sytuacja zmieniła się w ostatnich trzydziestu latach, wraz z powstaniem i rozpropagowaniem gier fabularnych, bitewnych i kolekcjonerskich gier karcianych. Choć w czasach współczesnych kości wielościenne wydają się nowością, w rzeczywistości wykorzystywano je już w starożytności. Dowodem są dwie znajdujące się w British Museum kości dwudziestościenne pochodzące z czasów imperium rzymskiego.
W kościach wielościennych często stosuje się zasadę, tradycyjnie przyjętą w przypadku sześcianów, zgodnie z którą suma liczb na przeciwległych polach powinna być zawsze większa o jeden od łącznej liczby ścianek. W przypadku kości ośmiościennej jest to więc dziewięć, a dwudziestościennej 21. Oczywiście nie wszystkie kostki spełniają ten warunek, szczególnie że niektóre nie posiadają przeciwległych boków (np. dziesięciościenna). Również nie każdy producent zwraca uwagę na opisaną zasadę.
Ze względu na komfort w kostkach wielościennych ścianki niemal zawsze oznacza się numerami, nie zaś oczkami. Wyjątki zdarzają się zasadniczo jedynie w przypadku kości o 3, 4, 5 i 7 polach.
Na kościach zawierających więcej niż 8 pól, cyfry „6” i „9” oznacza się dla odróżnienia ich kropką lub podkreśleniem.

### Nazewnictwo
W różnego rodzaju grach kostki często określane są skrótami zawierającymi literę „k” i liczbę ścianek. Przykładowo kości dziesięciościennej odpowiada skrót k10. Nazw tych popularnie używa się w formie żeńskiej („ka-dziesiątka”, „ka-dwudziestka”). Skróty stosowane są w celu określenia, jaki rzut lub zestaw rzutów ma zostać wykonany. Przykładowo „1k6” oznacza pojedynczy rzut kością sześcienną. Zapis może zawierać także działania, które należy wykonać po rzuceniu kości (np. 2k8+10 należy rozumieć jako „Rzuć dwukrotnie kością k8, odczytaj wyniki i dodaj do nich 10").
Litera „k” stanowi skrót od słowa „kostka”. W języku angielskim w skrótach używa się litery „d” (od dice). Praktyka ta przeniknęła także do niektórych gier wydanych w Polsce. Często stosują się do niej np. osoby grające w Dungeons & Dragons.

### Możliwe rodzaje kości

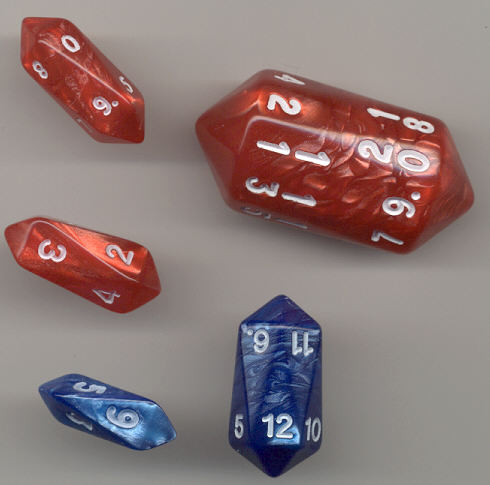
Nietypowe kości służące do „toczenia”

Lista figur przestrzennych, których kształt umożliwia zastosowanie ich w roli kości do gry (zapewnia losowość wyników) zawiera:
- kula (mogąca zastępować dowolną kość) – na powierzchni kuli znajdują się odpowiednie cyfry, a pewność, że kość zatrzyma się dokładnie którąś cyfrą do góry, daje mała kulka znajdująca się w jej wnętrzu, która wpada do którejś z komór umieszczonych na wewnętrznej części ściany kości dokładnie pod liczbami i zatrzymuje turlającą się kość
- soczewka dwuwypukła
- 5 wielościanów foremnych (4, 6, 8, 12 i 20 ścian)
- 13 wielościanów Catalana (12, 24, 30, 48, 60, 120 ścian)
- nieskończenie wiele podwójnych piramid o ścianach w kształcie trójkątów (6, 8, 10, 12 itd. ścian)
- nieskończenie wiele trapezohedronów o deltoidalnych ścianach (6, 8, 10, 12 itd. ścian)

W praktyce wykorzystuje się przede wszystkich kości w kształcie wielościanów foremnych. Jedynym popularnym wyjątkiem jest k10. Pozostałe bryły służą do produkcji mniej popularnych, kolekcjonerskich lub stanowiących rodzaj ciekawostki kości. Górna granica liczby ścian produkowanych kości to 60. Wyjątkiem jest k100, w rzeczywistości będąca kulą.
Istnieją nieliczne kości nie zapewniające w pełni wiarygodnych wyników. Przykładem może być k7, będąca graniastosłupem z pięciokątem w podstawie. Niekiedy dla rozwiązania tego problemu kości o bardzo nietypowej liczbie pól tworzy się w kształcie zbliżonym do walca (angielska nazwa: rolling-pin style dice). Mają one dwa charakterystyczne stożki umieszczone po dwóch stronach. Kości tego typu należy raczej toczyć niż rzucać.
Inne nietypowe kości przybierają kształt zbliżony do kuli lub formę soczewki dwuwypukłej.

#### Typowe wariacje
Standardowe zestawy kości wielościennych składają się z 6 podanych niżej rodzajów kostek. Zwykle zawierają one dwie k10, z których druga to tak zwana kość dziesiątek (oznaczona liczbami 00, 10, 20 itd.). Tego typu komplety można kupić przede wszystkim w sklepach hobbystycznych.

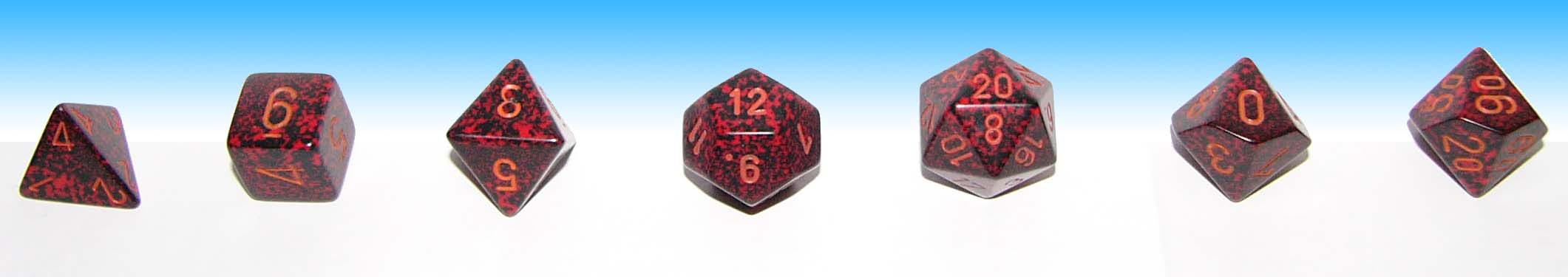
Standardowy zestaw kości do gier fabularnych złożony z siedmiu elementów: k4, k6, k8, k12, k20, k10 (jedności), k10 (dziesiątki)

| rodzaj | bryła                     | wielościan foremny | opis |
| ------ | ------------------------- | ------------------ | --- |
| k4     | czworościan               | tak                | Na każdej ściance znajdują się trzy numery, umieszczone w rogach. Są rozlokowane tak, że na wszystkich trzech widocznych ściankach u góry znajduje się ta sama cyfra. Określa ona wynik wykonanego rzutu. Na niektórych kościach numery są umieszczane pośrodku krawędzi. Wtedy wynik określa numer znajdujący się u dołu widocznych ścian. Turlanie kości k4 nie jest zbyt wygodne, dlatego najczęściej zamiast tego podrzuca się ją w powietrze. |
| k6     | sześcian                  | tak                | Standardowa kość do gry o sześciu ścianach. |
| k8     | ośmiościan                | tak                | Każda ścianka ma kształt trójkąta równobocznego. Suma cyfr na przeciwległych polach jest zwykle równa 9. |
| k10    | pięciokątny trapezohedron | nie                | Każda ścianka jest deltoidem. Pięć ścian styka się w jednym „ostrym” wierzchołku, natomiast pozostałe pięć w przeciwległym. W pół drogi między nimi grupy złożone z trzech ścian stykają się, tworząc pozostałe dziesięć wierzchołków. Pola są zwykle opatrzone cyframi od 0 do 9, nie zaś 1 do 10. Tradycyjnie przy jednym ostrym wierzchołku znajdują się numery parzyste, a przy drugim nieparzyste.                                            |
| k12    | dwunastościan             | tak                | Każda ścianka jest pięciokątem foremnym. |
| k20    | dwudziestościan           | tak                | Każda ścianka jest trójkątem równobocznym. Suma liczb na przeciwległych polach jest zwykle równa 21. |

#### Rzadziej spotykane wariacje
Produkuje się także wiele innych typów kostek. Według wyliczeń właściciela największej na świecie kolekcji kości, istnieje łącznie 97 różnych ich kształtów. Sporządzona przez niego lista zawiera kości o następujących liczbach pól (26 rodzajów): 100, 60, 50, 48, 34, 32, 30, 26, 24, 20, 18, 16, 15, 14, 13, 12, 11, 10, 9, 8, 7, 6, 5, 4, 3, 2.
Poniższa tabela zawiera opisy najbardziej popularnych odmian „nietypowych” kości.
| rodzaj                | bryła                                     | wielościan półforemny/Catalana | opis |
| --------------------- | ----------------------------------------- | ------------------------------ | --- |
| k3                    | graniastosłup o podstawie trójkątnej      | nie/nie                        | Kość k3 ma kształt graniastosłupa ze ściętymi lub zaokrąglonymi podstawami. Z dwóch stron każdej „długiej” krawędzi umieszczone są numery określające wynik. Rezultat rzutu jest równy liczbom przy krawędzi znajdującej się „na górze”. Ścianki k3 są ścięte, aby nie było możliwe zatrzymanie się kości na jednej z dwóch trójkątnych podstaw. |
| k5                    | graniastosłup o podstawie trójkątnej      | nie/nie                        | Jest graniastosłupem na tyle niskim, by po rzucie mógł zatrzymać się zarówno na boku, jak i na podstawie. Wyniki ze ścian bocznych odczytuje się, tak jak w przypadku kości k3. Na podstawach umieszczone są cyfry 1 i 5. Wysokość tego graniastosłupa dobiera się tak, by każdy z pięciu możliwych wyników był jednakowo prawdopodobny. |
| k7                    | graniastosłup o podstawie pięciokątnej    | nie/nie                        | Jest graniastosłupem pięciokątnym. Wyniki ze ścian bocznych odczytuje się tak samo jak w przypadku k3 i k5. Na podstawach umieszczone są zwykle numery 6 i 7. Kość k7 jest szczególnie nietypowa, ponieważ jako jedyna zawiera zarówno oczka (przy krawędziach ścian bocznych), jak i cyfry (na podstawach). Podobnie jak w przypadku kości k5 prawdopodobieństwo uzyskania poszczególnych wyników nie jest równe. Dlatego niekiedy stosuje się także kości k7 będące graniastosłupami siedmiobocznymi. Podobnie jak w k3 mają one ścięte lub zaokrąglone podstawy, a wyniki odczytuje się jedynie z „długich” ścian bocznych. |
| k12                   | dwunastościan romboidalny                 | tak/nie                        | Nietypowa wersja kości k12 o ścianach w kształcie rombu. |
| k14                   | siedmiokątna podwójna piramida            | nie/tak                        | Kość jest wzorowana na standardowej k8. Podstawa jest siedmiokątem foremnym, a boki trójkątami równoramiennymi. |
| k16                   | ośmiokątna podwójna piramida              | nie/nie                        | Odpowiednik k14. Podstawa jest ośmiokątem foremnym. |
| k24                   | dwudziestoczterościan trójkątny           | tak/nie                        | Poszczególne ściany mają kształt trójkątów równoramiennych. |
| k24                   | dwudziestoczterościan deltoidalny         | tak/nie                        | Odmiana kości k24, której poszczególne ściany są deltoidami. |
| k30                   | trzydziestościan romboidalny              | tak/nie                        | Poszczególne ściany mają kształt rombu. |
| k48                   | czterdziestoośmiościan trójkątny          | tak/nie                        | Jest to bardzo rzadko spotykany rodzaj kości. Poszczególne boki mają kształt trójkątów prostokątnych. |
| k50                   | podwójna piramida dwudziestopięciościenna | nie/nie                        | Odpowiednik kości k14 i k16 o podstawie w kształcie dwudziestopięciokątu foremnego. Poszczególne ścianki są bardzo cienkie, w związku z czym kość nie jest zbyt poręczna. |
| k100 (nie mylić z k%) | Zocchihedron                              | nie/nie                        | Prawdziwe kości k100 są bardzo rzadkie, a zarazem nieporęczne. W związku z tym w celu określenia wyniku z zakresu 1-100 najczęściej używa się dwóch kości k10. k100 jest pokrytą numerami kulą o średnicy 2,5–3 cm. Wynik określany jest przez odważnik wskazujący „szczyt” kostki. Kość k100 została wynaleziona przez Lou Zocchi i od jego nazwiska nazwana „Zocchihedron” (w wolnym tłumaczeniu: Zocchiścian). |

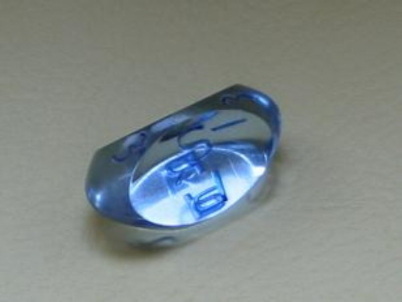
przezroczysta, niebieska kość k3
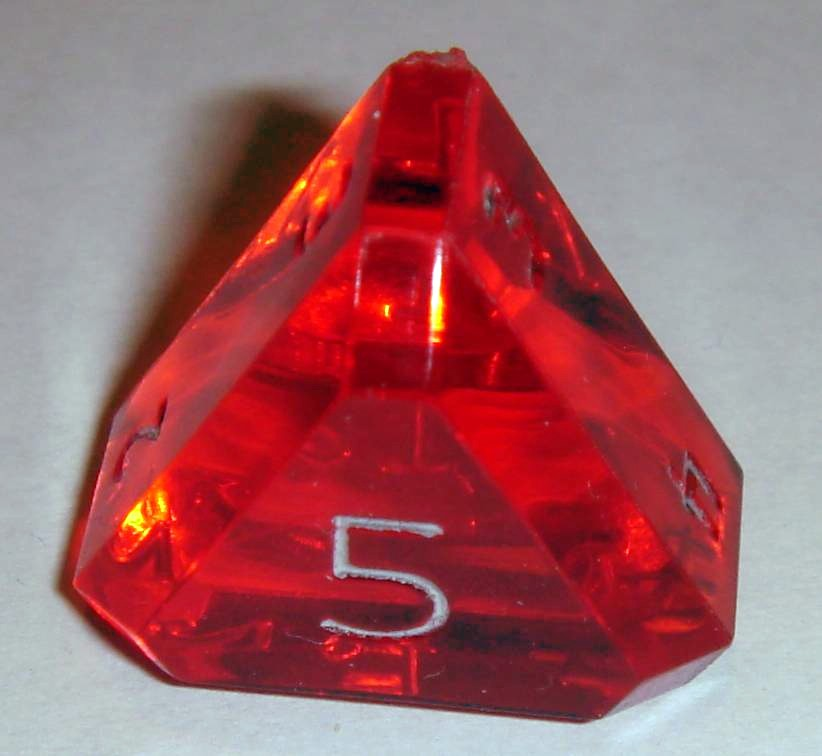
czerwona kość k5
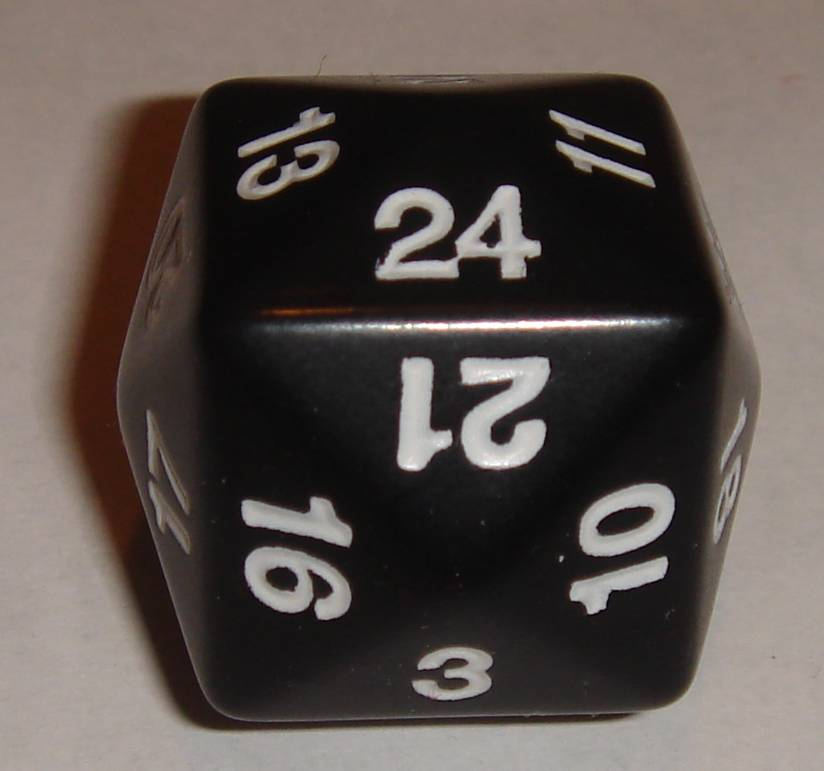
czarna kość k24
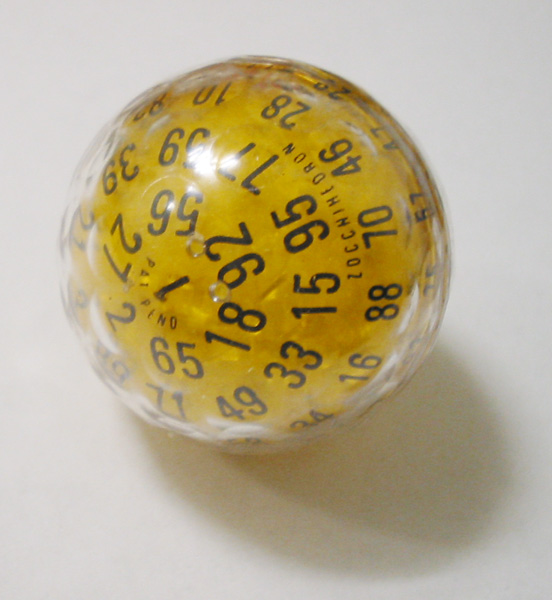
Kość k100 według projektu Lou Zocchi

#### Kości symulowane
W różnego rodzaju grach na graczach często wymusza się stosowanie bardzo trudno dostępnych kości (k3, k100). W praktyce najczęściej zastępuje się je innymi kostkami, a następnie odpowiednio przekształca uzyskany wynik. Powszechnie spotykane rodzaje „symulowanych” kości podane zostały poniżej.
| rodzaj | stosowana kość | opis |
| ------ | -------------- | --- |
| k2     | k4 lub k6      | W celu wylosowania numeru z zakresu 1 do 2 zwykle wykorzystuje się kość k4 (1-2 oznacza jedynkę, 3-4 dwójkę) lub k6 (1-3 oznacza jedynkę, 4-6 dwójkę). Można również skorzystać z dowolnej innej kostki, jednej cyfrze przyporządkowując wyniki parzyste, a drugiej nieparzyste. Inną popularną metodą jest wykorzystanie w roli kostki dowolnej monety. W niektórych sklepach hobbystycznych można kupić specjalne żetony oznakowane jako „kość k2". |
| k3     | k6             | W celu wylosowania liczb z zakresu 1-3 najczęściej stosuje się kość k6. Jedynce odpowiadają cyfry 1 i 2, dwójce 3 i 4, a trójce 5 i 6. Dużo rzadziej wykorzystuje się opisaną wyżej kość w kształcie graniastosłupa trójkątnego. |
| k100   | dwie kości k10 | Jedną z najpopularniejszych kości w grach bitewnych i fabularnych jest tak zwana „kość procentowa”, w skrócie k100 lub k%. W rzeczywistości są to najczęściej dwie kości k10 pozwalające wylosować dowolny numer z zakresu od 1 do 100. Pierwsza kość odpowiada za rząd dziesiątek i zwykle znajdują się na niej liczby z zerami: 10, 20, 30 itd. Druga kostka to typowa k10. Wynik odczytuje się z obydwu kostek. Np. jeśli na pierwszej wypadnie „40”, a na drugiej „7” to rezultatem rzutu jest „47”. W przypadku gdy na pierwszej kostce wypadnie „00”, a na drugiej „0”, wynik należy odczytać jako „100”. |
| k1000  | trzy kości k10 | Niekiedy, szczególnie w grach bitewnych, wymagane jest wylosowanie liczby z zakresu 1-1000. W takim przypadku korzysta się trzech kości k10. Pierwsze odpowiada za rząd setek, druga za rząd dziesiątek, natomiast trzecia za rząd jedności. |

W ten sposób można symulować coraz większe rodzaje kości (k10000, k100000 itd.), choć kości o tak dużych wynikach nie są w praktyce używane. Można również tym sposobem symulować rzuty kości w różnych systemach liczbowych (np. za pomocą wielu kości k8 można symulować rzuty różnych rodzajów kości w ósemkowym systemie liczbowym).

## Zastosowania
Kości najczęściej są wykorzystywane w różnego typu grach planszowych i towarzyskich oraz w hazardzie. Poniżej opisanych zostało kilka innych popularnych zastosowań.

### Gry fabularne

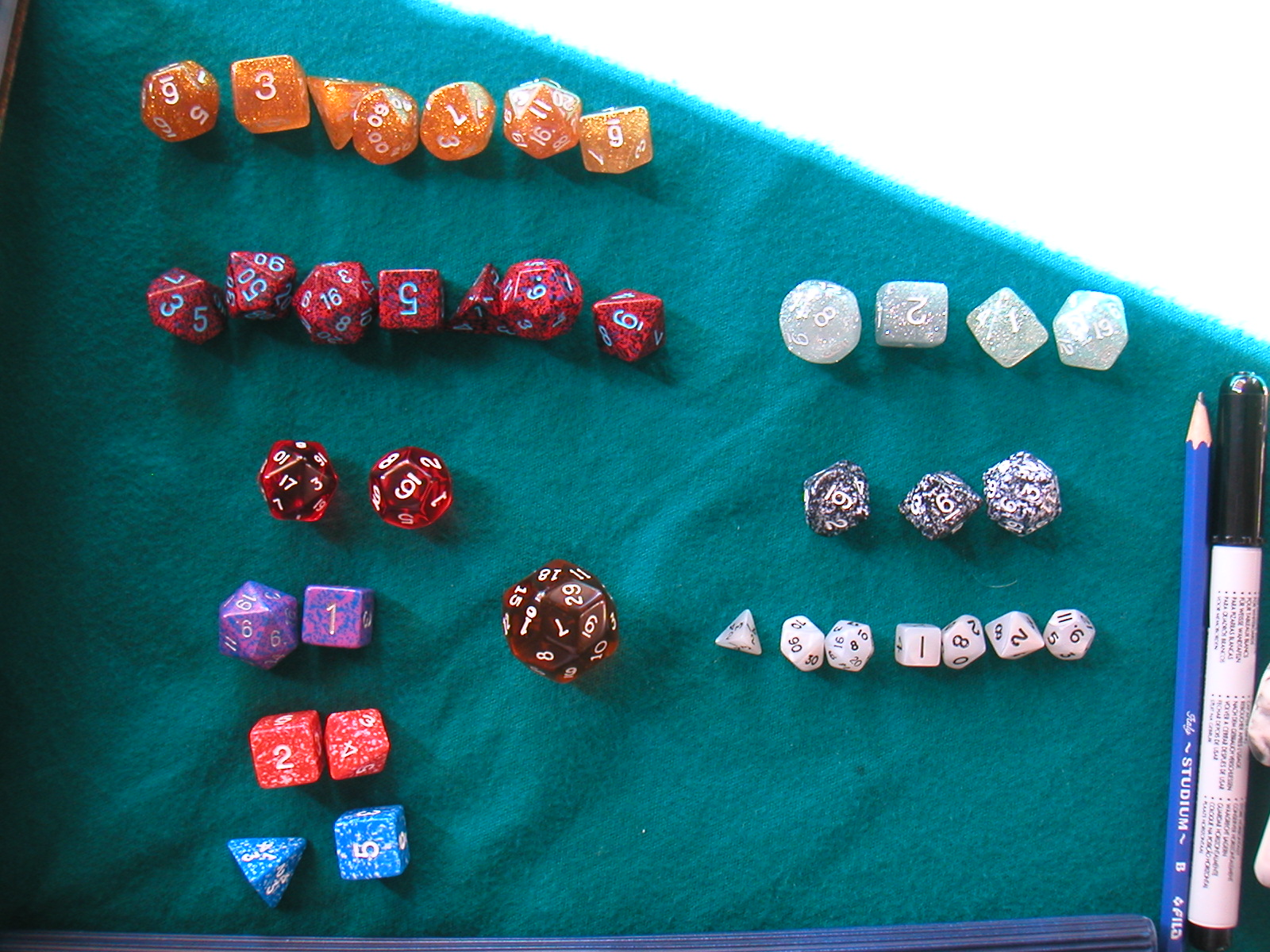
Kości do gry podczas sesji Dungeons & Dragons

Współcześnie wielościenne kości do gry często kojarzy się z grami fabularnymi. Stanowią one nieodłączny atrybut wykorzystywany w niemal wszystkich systemach RPG. Za ich pomocą do rozgrywki wprowadzany jest element losowości. Najczęściej poprzez rzut kością sprawdzane jest powodzenie działań podejmowanych przez postacie. Dokładny sposób stosowania kości określa mechanika danej gry.
Kości do gry z czasem stały się nie tylko narzędziem, ale także jednym z symboli „subkultury RPG-owej”. Często sprzedaje się je w zdobionej formie (np. kości oznaczone krasnoludzkimi lub elfimi runami). Niektóre sklepy internetowe oferują nawet biżuterię w kształcie kości do gry.
W poniższej tabeli podano, jakie kości są stosowane w najpopularniejszych systemach RPG.
| system                     | wykorzystywane kości                                                                   |
| -------------------------- | -------------------------------------------------------------------------------------- |
| 7th Sea                    | dziesięć kości k10                                                                     |
| Cyberpunk 2020             | kilka kości k6 i k10                                                                   |
| Dungeons & Dragons         | komplet kości (k4, k6, k8, k10, k12, k20)                                              |
| Deadlands: Martwe Ziemie   | po pięć kości każdego typu (k4, k6, k8, k10, k12, k20)                                 |
| Gasnące Słońca             | kości k6 i k20                                                                         |
| Legenda Pięciu Kręgów      | dziesięć kości k10                                                                     |
| Neuroshima                 | trzy kości k20, czasem także k6 lub k4, zależnie od potrzeb                            |
| Nowy Świat Mroku           | k10 (w dużej liczbie, zwykle z liczbami 8, 9 i 10 o innym kolorze niż pozostałe cyfry) |
| Shadowrun                  | k6 (w dużej liczbie)                                                                   |
| Warhammer Fantasy Roleplay | dwie k10 (k%), w poprzedniej edycji także jedna k6 i rzadziej pozostałe kości          |
| Wiedźmin                   | kilka kości k6                                                                         |
| Zew Cthulhu                | komplet kości (k4, k6, k8, k10, k12, k20)                                              |

## Gry z użyciem kości
Istnieją gry z użyciem wyłącznie kości oraz tabelek do wpisywania zdobytych punktów.
Przykładowe gry:
- Yahtzee oraz odmiany – Polega na rzucaniu 5 kostkami sześciennymi, tak aby uzyskać pożądany układ gwarantujący punkty. Celem gry jest zapełnienie tabeli i uzyskanie największej liczby punktów.
- Piąta kość – gra polegająca na rzucaniu 5 kostkami sześciennymi i kompletowaniu par tworzących określona sumę. Gra kończy się, gdy piąta kość powtórzy się określona liczbę razy. Wygrywa gracz z większa liczbą punktów.
- Tysiąc
- Oszust oraz odmiany 666 i Oczko
- Blef

## Wróżenie z kości
Jedną z technik wróżenia jest kleromancja. Polega ona na stosowaniu kości lub podobnych przedmiotów w celu określenia przyszłych wydarzeń. Najczęściej używa się dwóch standardowych kości sześciennych. Niektórzy kleromanci stosują bardziej skomplikowany zestaw trzech kości dwunastościennych (tzw. kości astrologiczne) opatrzonych symbolami planet, znaków zodiaku i domów astrologicznych. Pierwsza kość reprezentuje planety, Księżyc, Słońce i dwa węzły orbity. Druga dwanaście znaków zodiaku, natomiast trzecia dwanaście domów astrologicznych. Ujmując kwestię w dużym uproszczeniu, pierwsza kość określa „aktora” zdarzeń, druga odgrywaną przez niego rolę, natomiast trzecia „scenę”, na której podejmowane są działania.
Specyficzną odmianą kości stosowanych w okultyzmie są kości runiczne opatrzone literami alfabetu futhark lub futhork. Używa się ich do przepowiadania przyszłości i rzucania zaklęć. W pewnym sensie wzorowane na nich są wyżej opisane kości używane przez miłośników gier RPG.

## Fałszowane kości
Fałszowana kość to kość tak przerobiona, by częściej lub rzadziej lądowała na określonych polach. Fałszuje się przede wszystkim kości sześcienne, ponieważ to one są najczęściej wykorzystywane w grach hazardowych. Najprostszą metodą „majstrowania” przy kostce jest odpowiednie przycięcie lub zaokrąglenie jej krawędzi. W przypadku gdy kostka nie jest przezroczysta, można posunąć się do bardziej wyszukanych, a zarazem skuteczniejszych sposobów. Podstawowym jest umieszczenie przy jednym polu ciężarka zmieniającego wyważenie. Bardziej skomplikowane oszustwa pozwalają na stworzenie kości wyrzucających fałszowane wyniki jedynie, kiedy gracz tego chce. Przykładowo wewnątrz kości można wywiercić dwa lub więcej otworów i prowadzące między nimi kanaliki. W środkowym otworze umieszcza się niewielką kroplę rtęci. Podczas gry należy lekko opukiwać lub popychać kość, tak aby ruchomy ciężarek przesunął się w pobliże właściwej ścianki. Tego typu „popychane” kostki (ang. „tappers”) zwykle mają na jednej ściance widoczne okrągłe nacięcie, wykonane w celu umieszczenia odważnika. Wyjątek stanowią profesjonalne kości przerobione fabrycznie i te wykonane z drewna. W drugim przypadku nacięcia można uniknąć poprzez wykorzystanie naturalnej inkluzji, przykładowo kamyka, wokół którego rosło drzewo.
Rolę odważnika może spełniać także umieszczona wewnątrz kostki półstała substancja o temperaturze topnienia minimalnie niższej od temperatury ciała człowieka. Najczęściej funkcję tę pełni wosk. Wystarczy dmuchnąć na kostkę lub przez chwilę mocno ścisnąć ją w dłoni, aby wosk rozpuścił się. W efekcie pole, przy którym znajduje się odważnik, staje się lżejsze i z większym prawdopodobieństwem po rzucie będzie znajdować się „na górze”.
Mniej popularnym sposobem oszukiwania jest umieszczenie w kości niewielkiego magnesu. Jednocześnie należy zatopić w stole wiązkę metalowych kabli. Oszukująca osoba może zrezygnować z wpływu na dany rzut lub podłączyć kable do prądu. Zależnie od jego kierunku kość upadnie „do góry” jedną z dwóch możliwych stron.
Niekiedy fałszowanymi nazywa się także opisane wyżej kości o zmienionych oznaczeniach. Wykorzystywany w nich sposób oszustwa jest bardzo prosty i łatwy do wykrycia.

## Generatory rzutów
Istnieją programy komputerowe potrafiące zastąpić zestaw tradycyjnych kości do gry. Zwykle określa się je mianem generatorów rzutów lub symulatorów kości. Aplikacje te przeznaczone są przede wszystkim dla osób grających w RPG. Umożliwiają zwykle wylosowanie liczb odpowiadających rzutom dowolnymi kostkami ze standardowego zestawu (k4, k6, k8, k10, k12, k20, k%). Wiele z nich pozwala także wykonać rzut kością o innej, określonej przez użytkownika liczbie ścianek, lub automatycznie dopisać modyfikator wyniku. Istnieją również specjalne generatory, pozwalające szybko tworzyć gotowe materiały do gier RPG (np. generatory bohaterów niezależnych – wystarczy wpisać im kilka informacji dotyczących tego, co mają wygenerować, a same wylosują wszystkie potrzebne rzuty kośćmi, a następnie, według danych im informacji, odpowiednią je wykorzystają (np. dopasują je do odpowiednich atrybutów i stworzą ich modyfikatory), tworząc gotową kartę postaci). Należy jednak zwrócić uwagę na fakt, iż generatory liczb pseudolosowych nie dają wyników prawdziwie losowych, co jednak niezwykle rzadko wpływa na jakość rozgrywki.

## W kulturze
- Do kości do gry odnoszą się jedne z najsłynniejszych słów: Alea iacta est (dosłownie: Kość została rzucona, jednak powszechnie przyjętym, błędnym tłumaczeniem jest Kości zostały rzucone), które Gajusz Juliusz Cezar miał wypowiedzieć 10 stycznia 49 p.n.e., kiedy wraz ze swoją armią przekroczył Rubikon[6]. Oznaczają one, że nie można już cofnąć decyzji, tak jak nie można było wycofać się z gry w kości po wykonaniu rzutu.